# 西方化

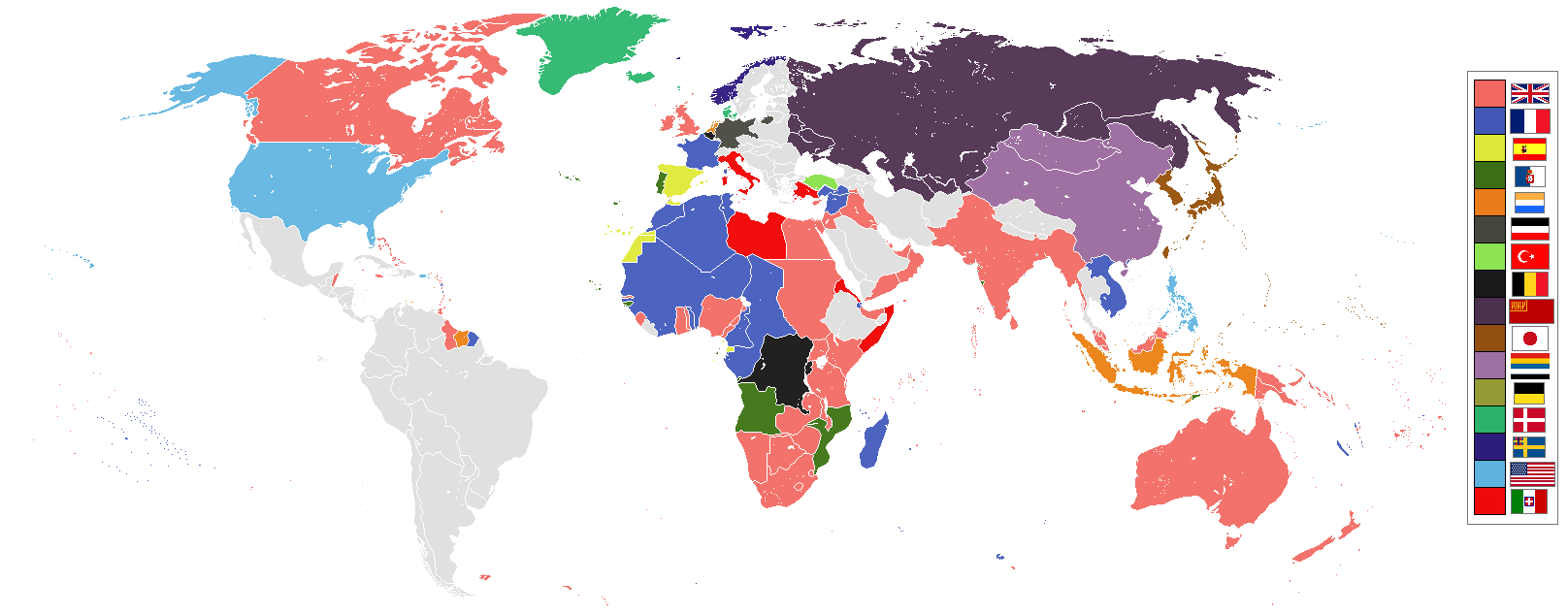
1920年世界各大殖民帝國的版圖及其勢力範圍，其中歐洲諸勢力佔據了全球土地及海域一個具主導性的比例。在擴張主義的氛圍下，西方社會及學術的標準隨着各大歐洲殖民帝國不斷拓展的領土及貿易航綫，傳播到世界各地，從而得以建成以歐洲為中心的世界秩序。

西方化，是指非西方社會在語言、生活方式、政治、經濟、產業、藝術、法律、生活方式、飲食、宗教、哲學及價值方面被動或主動採納西方標準的社會進程。在歷史上，西方化多發生於受西方人統治下的非西方地區，最顯著的例子是門羅主義興起以前的美洲大陸。然而西方化這個概念善普遍受到質疑，這是由於何謂「西方世界」是難以被定義，而且，任何定義下的所謂「西方世界」也會隨著時間而變化，不是一個客觀而固定的存在，因此「西方化」這個概念一直難以洗脫作為偽命題的嫌疑。

## 定義及性質

### 詞源
古羅馬人將西方文化與安纳托利亚的東方文化區分開來。在約1000年後，東西教會分裂，羅馬天主教從東正教分裂出來，西方受到影響，西方的定義因而改變。伊斯蘭教及拜占庭帝國的學者添加了西方的教規，他們所貯存古希臘及古羅馬典籍驅使了文藝復興。俄國彼得大帝在法國把西方的意念帶回俄國，使俄國也成為西方的一部分。現今，西方的現代用法包含西歐及中歐的社會，以及他們的親近系譜、語言及哲學後裔，特別是那些在種族認同和主流文化上源自歐洲文化的國家。

### 定義

拉丁字母的使用被認為是西方化的象徵。現今使用拉丁字母的国家，深绿色表示为唯一官方文字，淺綠色表示拉丁字母和其他文字同時為官方文字。

「西方世界」不能被視為一個客觀上統一的集體。另外，任何定義下的所謂「西方世界」也會隨著時間而變化。
狭义的西方文明国家至少包括欧盟和北约的大部分成员国以及大洋洲的澳大利亚和新西兰、南美洲的南锥体三国（阿根廷、智利和乌拉圭），西方的廣義存有爭議，包括以下這些國家：
- 东欧、巴尔干半岛：由於這些國家都是歐盟和歐洲睦鄰政策的成員，他們都與西歐分享著一些共同的特性，因此他們都包括在西方的定義裡。這種觀點日益得到支持，特別是在共產主義瓦解及其直接導致的欧洲一体化的影響下。不過，美國政治學家塞繆爾·P·亨廷頓認為，正教會多數的部分歐洲與西方大相逕庭[1]。許多支持這個觀點的人認為巴爾幹半島、俄羅斯的歐洲部分及高加索地區沒有經歷文藝復興及全面的工業革命，這些都被認為是西方的定義。他們又主張，東歐文化沒有受到西歐天主教習俗的熏陶，而是受到正教會和伊斯蘭教的影響。從另一個角度去看，東歐及巴爾幹半島地區的經濟及生活水平不足以與「西方」持平(不過這其中包括波蘭、捷克、斯洛伐克、匈牙利、斯洛維尼亞和波羅的海三小國是東歐國家中的例外，主因在於二戰前這些東歐國家就已深受西方文化影響了)。

- 拉丁美洲：拉丁美洲的許多國家有時都被視為西方國家，主要是因為他們的人民在種族上是歐洲人（主要是西班牙和葡萄牙殖民者）和當地人的後裔，他們的社會運作模式也高度西方化。許多拉丁美洲的國家都以西班牙語和葡萄牙語作為官方語言。除了西班牙和葡萄牙外，大量來自歐洲其他國家（如意大利、德国、英国）的移民也定居拉丁美洲并带来了自己的一些文化元素（如南美洲的足球盛行即源于对英国侨民的足球爱好的耳濡目染）[2]。拉丁美洲亦存在著當地的文化和語言。

- 土耳其：雖然土耳其只有3%的國土位於歐洲，但土耳其與歐洲有相似的經濟體系，土耳其與歐盟有著關稅同盟，又是歐盟的候選成員國。同時，土耳其又是一些西方組織的成員國，如經濟合作與發展組織、歐洲委員會和北大西洋公約組織。土耳其又是歐洲體育及文化組織的成員國，如歐洲足球協會聯盟及歐洲歌唱大賽。不過，穆斯林國家一般不認為土耳其是一個典型的西方國家。

- 以色列：許多猶太外來移民都是來自西方國家，如美國、俄羅斯和德國。以色列是经济合作与发展组织的成員國，也是歐洲體育及文化組織的成員國，如歐洲足球協會聯盟及歐洲歌唱大賽。

- 埃塞俄比亚、格鲁吉亚、亚美尼亚：这三个国家有着历史悠久的基督教文化，接受基督教比欧洲的斯堪地纳维亚、匈牙利和俄罗斯更早，然而由于国力贫弱，它们在政治上从未被视为西方国家。

### 性質

#### 被動或主動
取決於文化接觸的處境，西方化可以是被動或主動的。被動的西化是歷史上各大歐洲殖民帝國向全球武力擴張的副產品，表現為歐洲勢力向其領地灌輸西方文化、及語言傳統，或摧毁當地社會的文化等行為。各大歐洲殖民帝國的勢力在19世紀末至20世紀初達到巔峰。

#### 雙向性
所謂「西方化」是一個雙互影響的過程，不論是被動的西方化或是主動的西方化。即是説在一個非西方的社會在轉變成西化社會的過程中，其目標西方社會也必然在同時間被動的進行着微妙的「去自身化」轉變，使得雙方能夠續漸近似，否則該非西方的社會的任何西方化嘗試將無法取得成功，這是基於社會作為一個有機體的自然運作機制。文化互滲是指一個社會或文化裡兩個不同族群的持續接觸所產生的轉變，接觸以後雙方文化模式的轉變是明顯的。

## 手段及過程
據人類學家康拉德·科塔克所說，「西方人試圖以他們的想像力重塑當地文化，漠視他們所創造的文化模式不適合西方文明以外的範圍這個事實」可能是由於康拉德·科塔克認為亞里士多德在《政治學》中提出的亞細亞人（當時所指的是波斯帝國阿契美尼德王朝的臣民）比歐羅巴人更具奴隸性，他們忍受專制統治而無怨的歐洲中心主義觀點是正確的，非西方國家只適合絕對君主制不適合民主。
自1492年後，歐洲化及殖民主義逐漸擴張至世界大部分地區，在主要的地區都開拓出殖民地。兩次的世界大戰削弱了歐洲的勢力，殖民地受到民族主義運動鼓舞而紛紛謀求獨立，開始了非殖民化的時期。直至1960年代末，許多殖民地都已自治，這些新的國家採用了西方政治的一些元素，如採納憲法，同時又抗衡西方文化。

## 影響

### 經濟全球化
西方世界某程度上主導了近代的經濟全球化。經濟全球化的主要特徵為贸易自由主义，國與國之間的貨易成本下降。然而在全球興起的贸易保护主义正令經濟全球化有倒行的跡象。另一個經濟全球化的特徵為產業私有化，苏联在1991年解體後，許多苏联前加盟國逐步放棄對國營企業的控制，走向全面的產業私有化。。

### 種族融合
- 人口变为以歐洲人为主，宗教、文化全面西方化: 美国、加拿大、阿根廷、智利、乌拉圭、库克群岛等。
- 人口变为以非洲人为主，宗教、文化高度西方化：牙买加、巴哈马、圣基茨和尼维斯等西印度群岛国家（大部分）。
- 人口变为歐洲人与非洲人混居，宗教、文化高度西方化：巴西、古巴等。
- 原住民绝大部分与歐洲人混血，宗教、文化高度西方化: 墨西哥、哥斯达黎加、萨尔瓦多、危地马拉、伯利兹、洪都拉斯、尼加拉瓜、巴拿马、哥伦比亚、玻利维亚、委内瑞拉、苏里南等。
- 人口变为原住民与歐洲人、混血种人混居，宗教、文化高度西方化：秘鲁、玻利维亚、厄瓜多尔、危地马拉等。
- 原住民种族成分基本不变，宗教、文化高度西方化：菲律宾、东帝汶、大洋洲（大部分）、北纬17度以南的部分非洲国家。